# 82-я мотострелковая дивизия
Не следует путать с 82-й стрелковой дивизией
82-я мотострелковая дивизия, воинское соединение Вооружённых сил СССР, принимавшее участие в Великой Отечественной войне.
Сокращённое наименование — 82 мсд.

## История
Сформирована в Перми в мае 1939 на базе 244 как 82-я стрелковая дивизия.
В Июне 1939 дивизия переброшена в Забайкальский военный округ. Участвовала в конфликте на р. Халхин-Гол, прибыла на станцию Борзя, откуда совершила 20-дневный марш в район боёв; один стрелковый полк дивизии был с марша брошен в бой, командир и комиссар этого полка погибли.
23.09.1939 из территориальных частей дивизии оставшихся в Перми была сформирована 112-я стрелковая дивизия.17 ноября 1939 года за проявленные в боях личным составом доблесть и мужество 601-й стрелковый и 82-й гаубичный артиллерийский полки награждены орденом Красного Знамени.
10 марта 1940 г. (директивой НКО СССР от 15 января 1940 года № 0/2/103687, директивой ГШКА от 7 февраля 1940 года и приказом Военного совета 1-й армейской группы от 3 марта 1940 года № 0029) переформирована в 82-ю мотострелковую дивизию
В марте 1941 г. дивизия была переформирована в 82-ю моторизованную дивизию и вошла в состав 29 механизированного корпуса.

### В период Великой Отечественной войны
К началу войны дивизия дислоцируется в г. Баян-Тумен (Монголия). В её составе 210-й, 250-й, 601-й Краснознамённый мотострелковые и 82-й Краснознамённый артиллерийский полки.
Директивой Генерального штаба КА от 22 июля 1941 года № орг/1294/4 82 моторизованная дивизия переформирована в 82 мотострелковую дивизию. Был заново сформирован 250 мотострелковый полк. 123 танковый полк обращён на формирование 111-й танковой дивизии. В составе 82 мотострелковой дивизии был сформирован 82 отдельный танковый батальон Т-26.
В октябре 1941 года дивизия переброшена под Москву и включена в состав 5-й армии Западного фронта. Оборона Подмосковья в полосе дивизии проходила, в частности, через рабочий посёлок Дорохово. Здесь противник проявлял особый интерес к Минской автостраде и Можайскому шоссе, в которых, по-видимому, немцы видели магистральные пути на Москву. 23 октября враг двинул в бой на этом направлении около 50 танков и крупные силы пехоты. Оборонявшие Дорохово части 50-й стрелковой дивизии вынуждены были оставить посёлок. Гитлеровцы сосредоточили ударные силы западнее Кубинки, намереваясь взять и её, чтобы далее наступать на Москву.
26 октября в этой тяжёлой для 5-й армии обстановке генерал-лейтенант Л. А. Говоров решил ввести в бой свежую 82-ю мотострелковую дивизию и, отказавшись от своего резерва, усилил её 27-м отдельным танковым батальоном.
5-я армия находилась на очень важном участке обороны Москвы. Обстановка здесь с каждым днём всё более обострялась.
Командир 82-й мотострелковой дивизии вместе со своим штабом старался создать сильные противотанковые узлы обороны. Уделялось внимание укреплению стыков между соединениями. Правым соседом дивизии была 50-я стрелковая дивизия, левым — 32-я.
В ночь на 3 ноября бойцы-пехотинцы рыли окопы, ставили мины. Танкисты батальона сооружали капониры, прикрывая боевые машины от осколков снарядов и бомб.
210-й мотострелковый полк и 27-й отб удерживали рубеж западнее Кубинки, проходивший через села Полушкино, Крутицы, Ляхово.
С рассветом 3 ноября противник возобновил наступательные действия. Мощный артналёт с переносом огня, частые штурмовки с воздуха, беспрерывные атаки танковых и пехотных подразделений.
4 декабря в стык между 5-й армией и соседом слева прорвалась большая группа фашистских танков. Им удалось выйти в такой район области, где можно было воспользоваться широкими, наезженными трассами. Решительными действиями дивизии, других частей удалось быстро закрыть прорванную вражескими танками брешь. Часть фашистских танков была уничтожена, а остатки их группы развернулись и по тем же маршрутам, через позиции пехоты проскочили к своим.
В дальнейшем дивизия в ходе контрнаступления под Москвой и общего наступления советских войск зимой 1941/1942 годов во взаимодействии с другими соединениями армии участвовала в освобождении городов и населённых пунктов Дорохово, Можайск, Бородино, Вязьма и других.
Приказом НКО СССР № 78 от 7 марта 1942 года за проявленную отвагу в боях с немецкими захватчиками, стойкость, мужество, дисциплинированность и героизм личного состава 82-я мотострелковая дивизия преобразована в 3-ю гвардейскую мотострелковую дивизию,  а её полки соответственно: 601-й Краснознамённый мотострелковый – в 5-й гвардейский Краснознамённый мотострелковый полк, 210-й Краснознамённый мотострелковый – в 6-й гвардейский Краснознамённый мотострелковый полк и 82-й артиллерийский полк – в 51-й гвардейский артиллерийский.

## Подчинение
| Дата                       | Фронт (округ)               | Армия      | Корпус | Примечания |
| -------------------------- | --------------------------- | ---------- | ------ | ---------- |
| с 01.05.1941 по 05.10.1941 | Забайкальский военный округ | 17-я армия | -      | -          |
| с 25.10.1941 по 19.03.1942 | Западный фронт              | 5-я армия  | -      | -          |

## Состав

### 82-я мотострелковая дивизия март 1940 — март 1941
- 601-й мотострелковый Краснознамённый полк,
- 210-й мотострелковый полк,
- 289-й мотострелковый полк,
- 82-й артиллерийский Краснознамённый полк,
- 146-й отдельный истребительно-противотанковый дивизион,
- 196-й отдельный зенитно-артиллерийский дивизион,
- 94-я отдельный разведывательный батальон,
- 123-й отдельный сапёрный батальон,
- 130-й отдельный батальон связи,
- 321-й отдельный танковый батальон,
- 53-й медико-санитарный батальон,
- 174-я ремонтная мастерская,
- 49-й подвижной полевой госпиталь,
- 159-й отдельный автотранспортный батальон,
- 41-я полевой хлебозавод,
- 155-я походная мастерская по ремонту обуви

### 82-я моторизованная дивизия март 1941 — июль 1941
- 601-й моторизованный Краснознамённый полк,
- 210-й моторизованный полк,
- 123-й танковый полк, командир Шевников, Иван Владимирович, формировал и возглавил с 1 августа 1941 года  111-ю танковую дивизию.
- 82-й артиллерийский Краснознамённый полк,
- 146-й отдельный истребительно-противотанковый дивизион,
- 196-й отдельный зенитно-артиллерийский дивизион,
- 94-я разведывательный батальон,
- 123-й лёгкий инженерный батальон,
- 130-й отдельный батальон связи,
- 53-й медико-санитарный батальон,
- 55-й ремонтно-восстановительный батальон,
- 26-й артиллерийский парковый дивизион,
- 159-й автотранспортный батальон,
- 41-я полевой автохлебозавод,
- 15-я рота регулирования

### 82-я мотострелковая дивизия с июля 1941
- 601-й мотострелковый Краснознамённый полк;
- 210-й мотострелковый полк;
- 250-й мотострелковый полк;
- 82-й артиллерийский Краснознамённый полк;
- 82-й отдельный танковый батальон;
- 94-й разведывательный батальон;
- 146-й отдельный истребительно-противотанковый дивизион;
- 196-й отдельный зенитно-артиллерийский дивизион;
- 123-й сапёрный батальон;
- 82-й миномётный дивизион;
- 130-й отдельный батальон связи;
- 26-й артиллерийский парковый дивизион;
- 53-й медико-санитарный батальон;
- 159-й автотранспортный батальон;
- 55-й ремонтно-восстановительный батальон;
- 15-я рота регулирования;
- 41-й полевой хлебозавод;
- 174-е дивизионные артиллерийские ремонтные мастерские;
- 305-я полевая почтовая станция;
- 330-я полевая касса Госбанка

## Командование дивизии

### Командиры
- Федюнинский, Иван Иванович (03.03.1940 — 10.03.1941), полковник;
- Карамышев, Георгий Петрович (11.03.1941 — 10.01.1942), полковник;
- Орлов, Николай Иванович (11.01.1942 — 10.02.1942), генерал-майор;
- Акимов, Александр Иванович (11.02.1942 — 19.03.1942), полковник, с 21.05.1942 генерал-майор[3][4]

### Начальники штаба
- Живалёв, Пётр Кириллович (??.11.1941 — 28.02.1942), полковник
- Бочков, Фёдор Фёдорович (??.02.1942 — 19.03.1943), майор[5]

### Военные комиссары
- Цыганов, Тихон Фёдорович (17.10.1940 — 14.11.1941), полковой комиссар;
- Клименко, Михаил Андреевич (14.11.1941 — 19.03.1942), полковой комиссар[6]

### Заместители командира дивизии
- полковник Шевников, Иван Владимирович (01.04.1941 — 01.08.1941).